# Charmaine
Charmaine est une chanson écrite par Ernö Rapée (en) et Lew Pollack (en) en 1926 et publiée en 1927.
Cette chanson utilisait à l'origine un tempo de valse, mais les versions ultérieures sont en 4:4.

## Historique
La chanson a été composée à l'origine pour un film muet paru 1926 : Au service de la gloire (What Price Glory?) de son titre original). La version enregistrée par Guy Lombardo et son orchestre est restée sept semaines à la première position en 1927.
La chanson est aussi présente dans le film Deux Jeunes Filles et un marin (Two Girls and a Sailor) de 1944, enregistrée par l'orchestre de Harry James.
Une version instrumentale arrangée par Ronald Binge et exécutée par l'orchestre de Mantovani a été en première position dans les charts aux États-Unis en 1951. Un autre enregistrement, par l'orchestre de Gordon Jenkins avec Bob Carroll (en) au chant, a également été présente dans les classements de 1951.
En 1952, un arrangement de Charmaine par Billy May et son orchestre a atteint le numéro 17 sur les charts du Billboard.
Enfin, la version par The Bachelors a été cinquième dans les charts britanniques en 1963.

## Crédits de traduction
- (en) Cet article est partiellement ou en totalité issu de l’article de Wikipédia en anglais intitulé « Charmaine » (voir la liste des auteurs).